# トム・ストッパード
サー・トム・ストッパード（Sir Tom Stoppard, 1937年7月3日 - ）は、チェコ出身のイギリスの劇作家、映画脚本家。代表作は戯曲『リアル・シング』、『ローゼンクランツとギルデンスターンは死んだ』、映画『恋に落ちたシェイクスピア』。

## 経歴
1937年、チェコスロバキアのズリーンでユダヤ系の家系に生まれ、トマーシュ・ストラウスレル（Tomáš Straussler）と名付けられる。医者だった父親は、ナチスによるユダヤ人迫害の懸念が強まりつつあるチェコを離れ、1939年他のユダヤ系医師らとともに家族を連れてシンガポールへ転居した。1942年、一家はシンガポールの戦いによって日本軍に占領される直前にインドに転居した。この脱出行のなかで父は死去した。トマーシュはインドのダージリンでイギリス式の教育を受け、母はインドで英国陸軍少尉ケネス・ストッパードと再婚し、トマーシュも義父の姓を名乗ることになり、トム・ストッパードと名乗るようになった。終戦後の1946年に、一家はイギリスに転居した。
ヨークシャーのグラマー・スクールを卒業後、17歳で学業を終え、ブリストルの新聞社でジャーナリストとして働き始めた。1960年最初の戯曲『水上の歩行』（A Walk on the Water）を完成した（この作品は後に "Enter a Free Man" の名で上演された）。1962年9月から1963年4月にかけて、ロンドンで演劇批評家として働き、本名とウィリアム・ブーツというペンネームの両方で劇評やインタビューを著した。このペンネームはイーヴリン・ウォーの作品から取ったものであった。
1977年、東欧とソビエト連邦での政治的少数派のおかれた状況を中心とする人権問題にかかわりはじめる。1977年2月、インターナショナル・アムネスティの一員としてはじめてロシア（ソビエト連邦）を訪れた。6月にストッパードはロンドンでウラジミール・ブコウスキーに会い、ともにチェコスロヴァキアに旅行し、そして当時地下活動をしていた劇作家ヴァーツラフ・ハヴェルと知り合った。アムネスティをはじめとする各種人権団体に深くかかわり、人権問題に関して新聞にさまざまな寄稿をしたり、書簡を書くようになった。またはハヴェルの作品の英訳に従事するようになった。
1978年にCBE勲章を受章、1997年にはナイト爵を受けた。19世紀ロシアの革命家たちを主人公に、舞台上演が約9時間の大作『コースト・オブ・ユートピア』により2007年に第61回トニー賞最優秀作品賞ほか8部門を受賞。
2008年ダン・デイヴィッド賞、2009年高松宮殿下記念世界文化賞を受賞。
ウトラポのメンバーである。結婚は2回で、最初の結婚相手とは1972年、2度目の結婚相手とは1992年に離婚した。双方の結婚相手との間に息子がおり、2児の父である。

## 戯曲
ストッパードの戯曲は哲学的主題を扱う観念的なものであるが、言葉遊びと明瞭なユーモアと哲学的観念が結合するところに特徴がある。駄洒落、ジョーク、その他さまざまな言葉遊びを組み合わせた複雑なせりふ回しが、ストッパードの特徴である。また過去の作品のパロディの愛用もストッパードの作劇法の特徴である。以下代表的な作品を編年順で示す。
- 『ローゼンクランツとギルデンスターンは死んだ』 Rosencrantz and Guildenstern Are Dead （1967年） ストッパードの最も有名な作品のひとつ
- 『リアル・シング』 The Real Thing （1982年） 愛の性質を問い、また極端なまでに劇中劇を用いている
- 『アルカディア』 Arcadia（1993年）[1]
- 『コースト・オブ・ユートピア』 The Coast of Utopia（2002年）
- 『ロックンロール』 Rock 'n' Roll（2006年）
- 『レオポルトシュタット』 Lepoldstadt（2020年）

## その他の作品
ストッパードは1970年代、集中的にBBCラジオのためのラジオドラマを書いた。また共同執筆も含めていくつかの映画脚本も手がけている。また1990年には『ローゼンクランツとギルデンスターンは死んだ』を自身の脚本・監督により映画化している。以下代表的な作品を示す。
- ヒューマン・ファクター The Human Factor （1979年）
- 未来世紀ブラジル Brazil （1985年） 共同作品。アカデミー脚本賞ノミネート
- 太陽の帝国 Empire of the Sun （1987年）
- ロシア・ハウス The Russia House （1990年）
- ビリー・バスゲイト Billy Bathgate （1991年）
- 恋におちたシェイクスピア Shakespeare In Love （1998年） マーク・ノーマンと共同、アカデミー脚本賞。
- スリーピー・ホロウ Sleepy Hollow （1999年） 初稿の執筆（ノンクレジット）
- スター・ウォーズ エピソード3/シスの復讐 Star Wars Episode III: Revenge of the Sith （2005年） 脚本の仕上げ（ノンクレジット）
- アンナ・カレーニナ Anna Karenina （2012年）

また1966年には小説『Lord Malquist and Mr Moon』を著している。これは現代のロンドンを舞台としながら、18世紀の人物やライオン、よみがえったキリストなどが登場する。

## 日本語訳された作品
- 『ローゼンクランツとギルデンスターンは死んだ』松岡和子訳 劇書房 ISBN 4-87574-564-8
- 『リアルシング－ほんもの－』吉田美枝訳 劇書房
- 『トム・ストッパード (1) コースト・オブ・ユートピア――ユートピアの岸へ』広田敦郎訳（ハヤカワ演劇文庫 26） ISBN 978-4151400261
- 『トム・ストッパード (2) ロックンロール』小田島恒志訳 (ハヤカワ演劇文庫 27)
- 『トム・ストッパード (3) ローゼンクランツとギルデンスターンは死んだ』小川絵梨子訳 (ハヤカワ演劇文庫 42)
- 『トム・ストッパード (4) アルカディア』小田島恒志訳 (ハヤカワ演劇文庫 43)　2018
- 『レオポルトシュタット』広田敦郎訳　2022

## 参照
- 『現代演劇』「特集 トム・ストッパード」 英潮社 1981年